# Найдгартсгаузен
Найдгартсгаузен (нім. Neidhartshausen) — громада в Німеччині, розташована в землі Тюрингія. Входить до складу району Вартбург. Складова частина об'єднання громад Дермбах.
Площа — 7,59 км2. Населення становить Невірний параметр metadata 16 063 059 ос. (станом на 31 грудня 2021).